# لويس فيليبي (لاعب كرة قدم برازيلي)
لويس فيليبي (8 أبريل 1991 في البرازيل - ) هو لاعب كرة قدم برازيلي في مركز الدفاع. لعب مع أتلتيكو براغانتينو ونادي بالميراس ونادي بنفيكا ونادي جوينفيل ونادي كريسيوما ونادي بايساندو ‏ ونادي موجي ميريم ونادي ريو كلارو فوتيبول ونادي بينابولينيزي ونادي بوا إيسبورت.

## وصلات خارجية
- لويس فيليبي على موقع قاعدة بيانات كرة القدم.إي يو (الإنجليزية)
- لويس فيليبي على موقع Soccerway.com (الإنجليزية)